# Sigurd Juslén
Sigurd Ludvig Juslén (Hèlsinki, 25 de novembre de 1885 - Hèlsinki, 4 d'abril de 1954) va ser un regatista finlandès que va competir a començaments del segle xx.
El 1912 va prendre part en els Jocs Olímpics d'Estocolm, on va guanyar la medalla de bronze en la categoria de 12 metres del programa de vela a bord del Heatherbell.